# Kostel Všech svatých (Innsbruck)
Farní kostel Všech svatých je římskokatolický kostel v innsbrucké čtvrti Allerheiligen. Byl postaven v letech 1963-1965 podle plánů tyrolského architekta Clemense Holzmeistera a slavnostně vysvěcen v roce 1965.

## Historie
Již v roce 1375 byla zmíněna křesťanská církevní stavba v oblasti dnešního farnosti Všech svatých. Byla to pravděpodobně kaple pocházející z 8. století. Byla zasvěcena svatému Korbiniánovi, ale nic dalšího známo není. První vysvěcení kostela Všech svatých je poprvé doloženo 13. dubna 1375. Nacházel se hned vedle staré silnice (nyní Schneeburggasse) a byl zničen v 18. století. Výstavba sídlišť na západě v Innsbrucku v roce 1935 vedla k vytvoření dočasného kostela, který byl v roce 1936 vysvěcen jako svatý Jiří. Zvýšený růst počtu obyvatel po 2. světové válce vedl k výstavbě nového kostela. Clemens Holzmeister naplánoval objekt jako Boží hrad viděný z dálky a s farním centrem, obklopující centrální nádvoří. 12. prosince 1965 byl kostel zasvěcen Všem svatým.
V letech 2000-2003 bylo farní středisko rekonstruováno. V období 2008 až 2012 proběhla přestavba kněžiště, které bylo přizpůsobeno požadavkům Druhého vatikánského koncilu. Současně proběhla výměna varhan.
V kostele je umístěná křížová cesta a nedokončená mozaika Richarda Kurt Fischera.

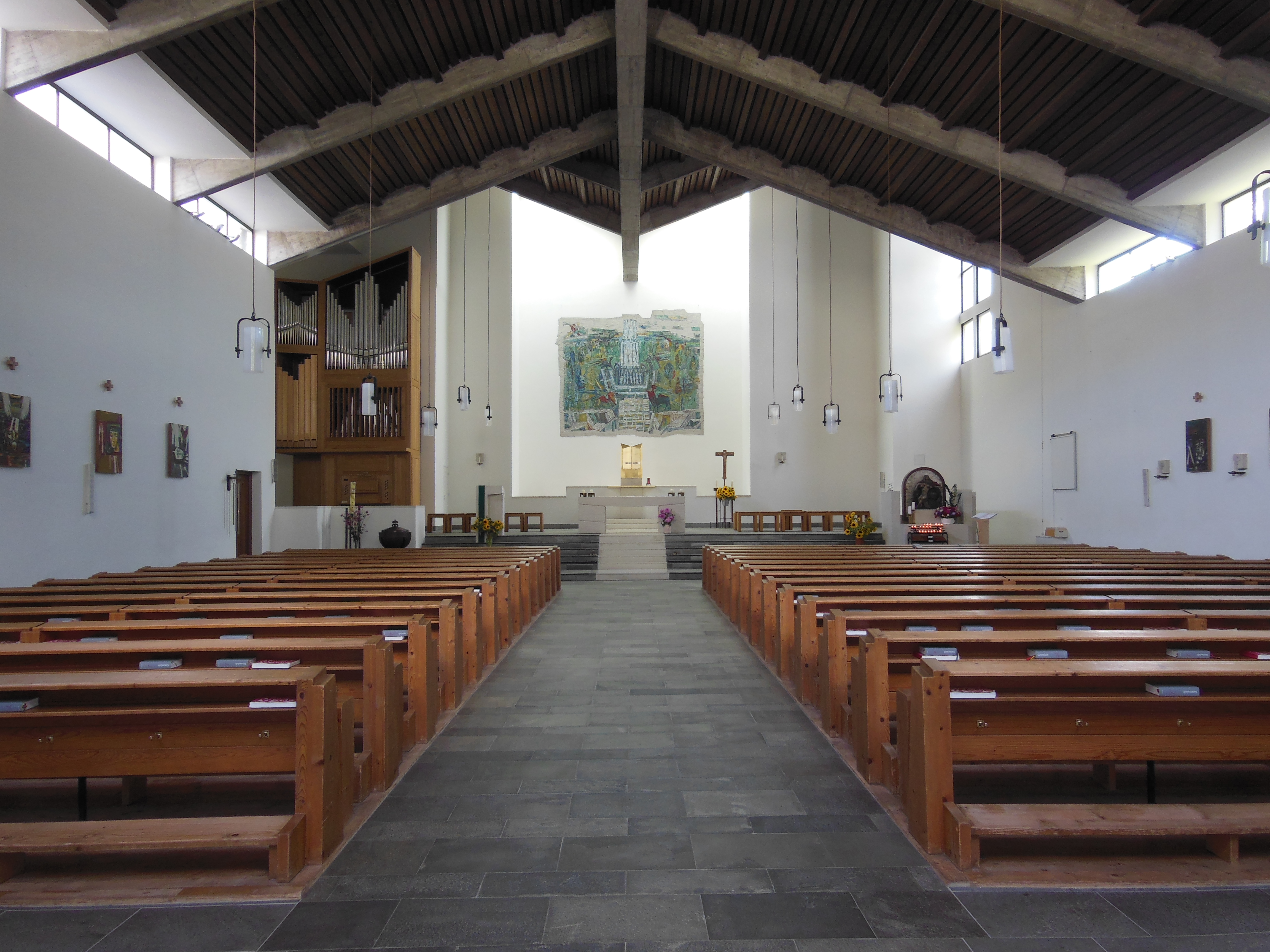
Interiér
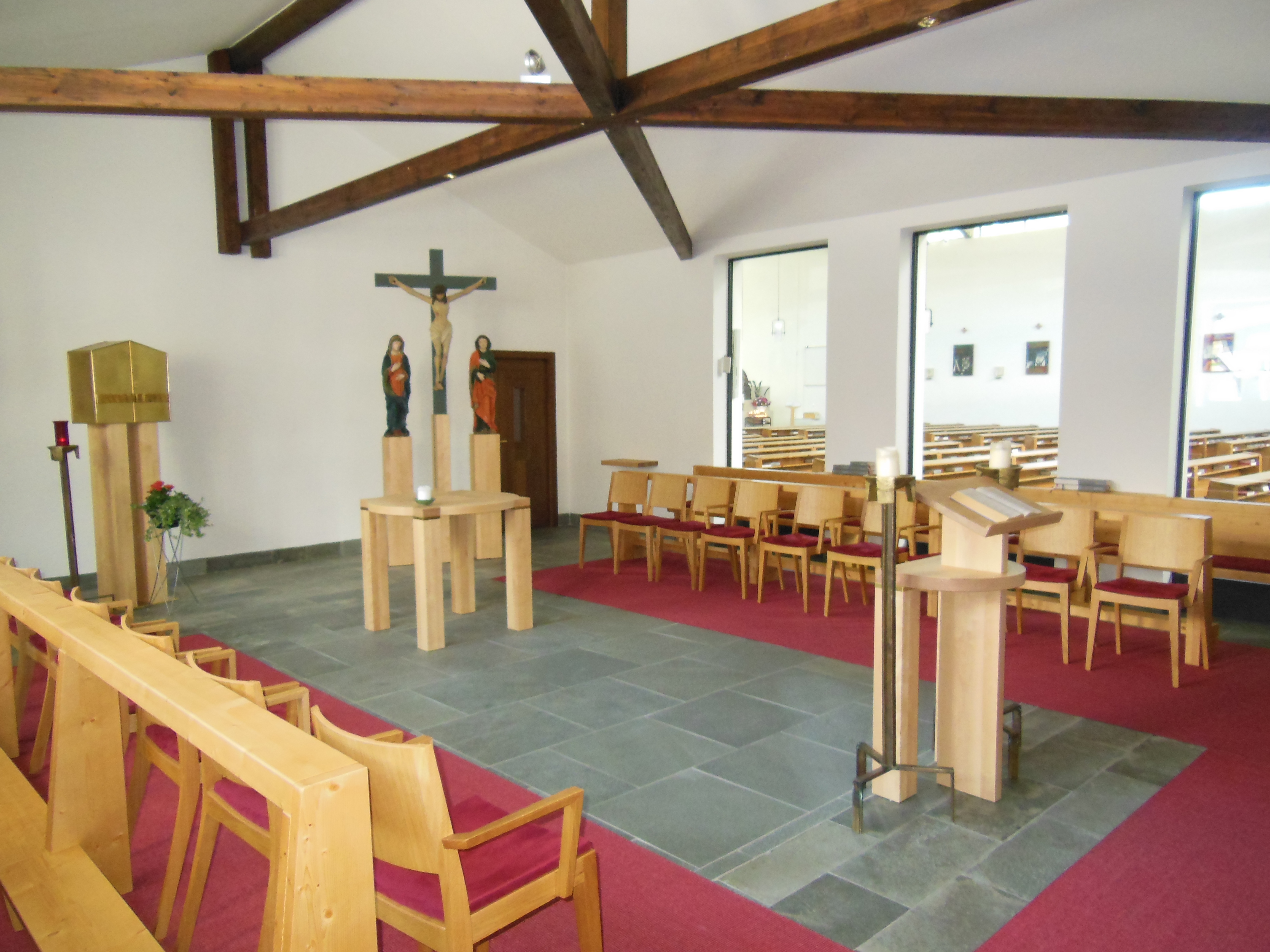
Kaple
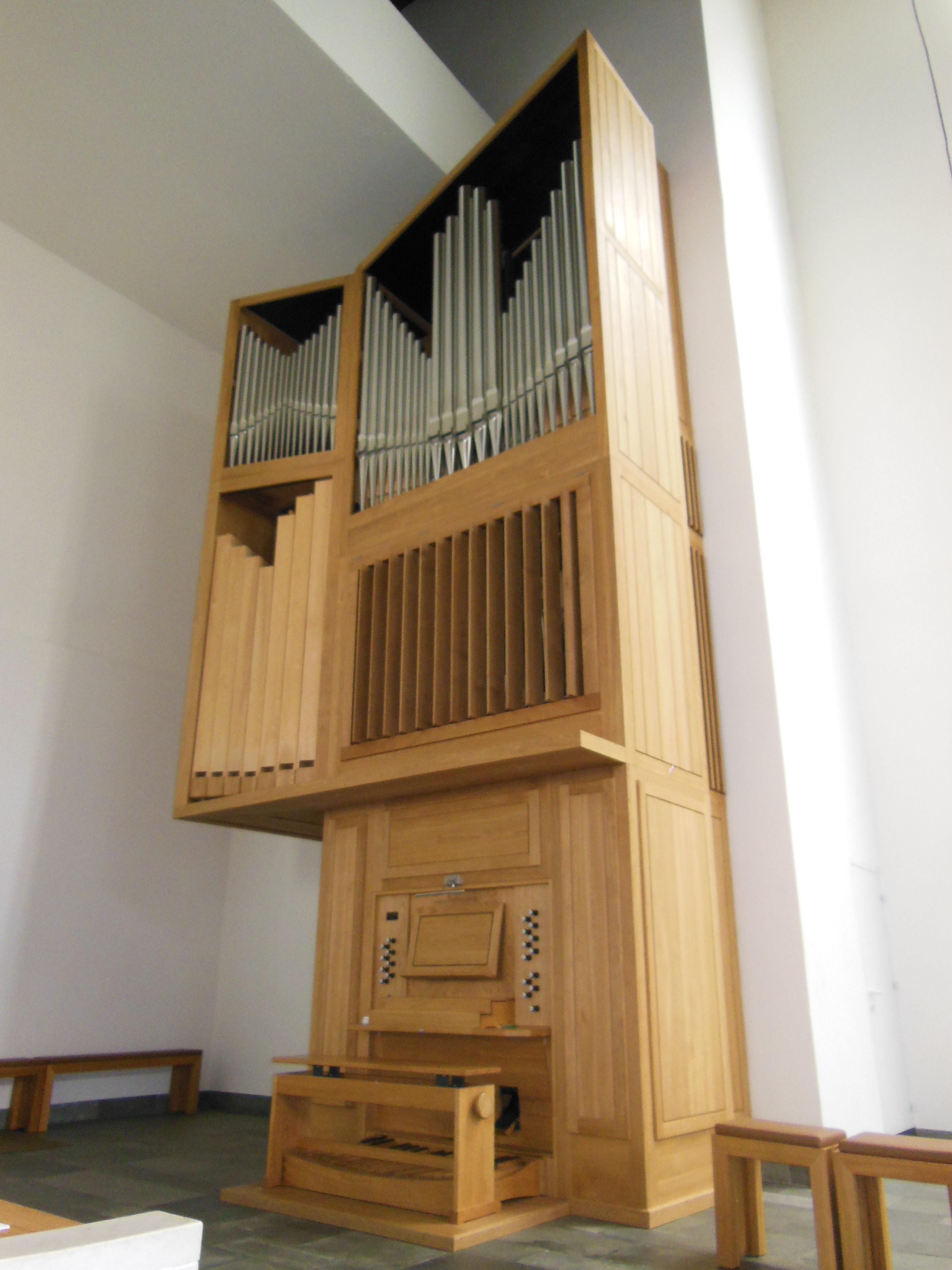
Varhany